# Ike Davis
Isaac Benjamin Davis, conosciuto con il diminutivo Ike (Edina, 22 marzo 1987), è un ex giocatore di baseball statunitense.
Anche suo padre Ron giocò per 11 anni nella (MLB) come lanciatore.

## Gli inizi
Davis frequentò la Chapparal High School di Scottsdale, Arizona e da lì venne originariamente selezionato, nel 19º turno del draft MLB 2005 dai Tampa Bay Devil Rays. Decise di non firmare e si iscrisse all'Arizona State University di Tempe, dove ricoprì diversi ruoli, giocando come lanciatore, esterno, prima base e battitore designato. Vinse per ben 3 volte il riconoscimento First-Team All-Pac-10 (2006-08) e una volta quello di giocatore dell'anno come freshman dell'All-Pac-10 (2006).

## Minor League
Davis fu selezionato al primo giro del draft amatoriale del 2008 come 18a scelta assoluta dai New York Mets. Iniziò nello stesso anno con i Brooklyn Cyclones A-, con ottimi risultati in difesa, commettendo un solo errore come prima base su 492 opportunità difensive, mentre in attacco la sua media battuta fu di .256, .326 in base, nessun fuoricampo, 17 RBI, 17 punti "run" e nessuna base rubata in 58 partite. Nel 2009 giocò con due squadre finendo con .298 alla battuta, .381 in base, 20 fuoricampo, 71 RBI, 58 punti e nessuna base rubata in 114 partite.
Nel 2010 con i Buffalo Bison AAA finì con .364 alla battuta, .500 in base, 2 fuoricampo, 4 RBI, 8 punti e nessuna base rubata in 10 partite. Nel 2013 con i Las Vegas 51s AAA finì con .293 alla battuta, .424 in base, 7 fuoricampo, 13 RBI, 21 punti e nessuna base rubata in 21 partite.

## Major League

### New York Mets (2010-2014)

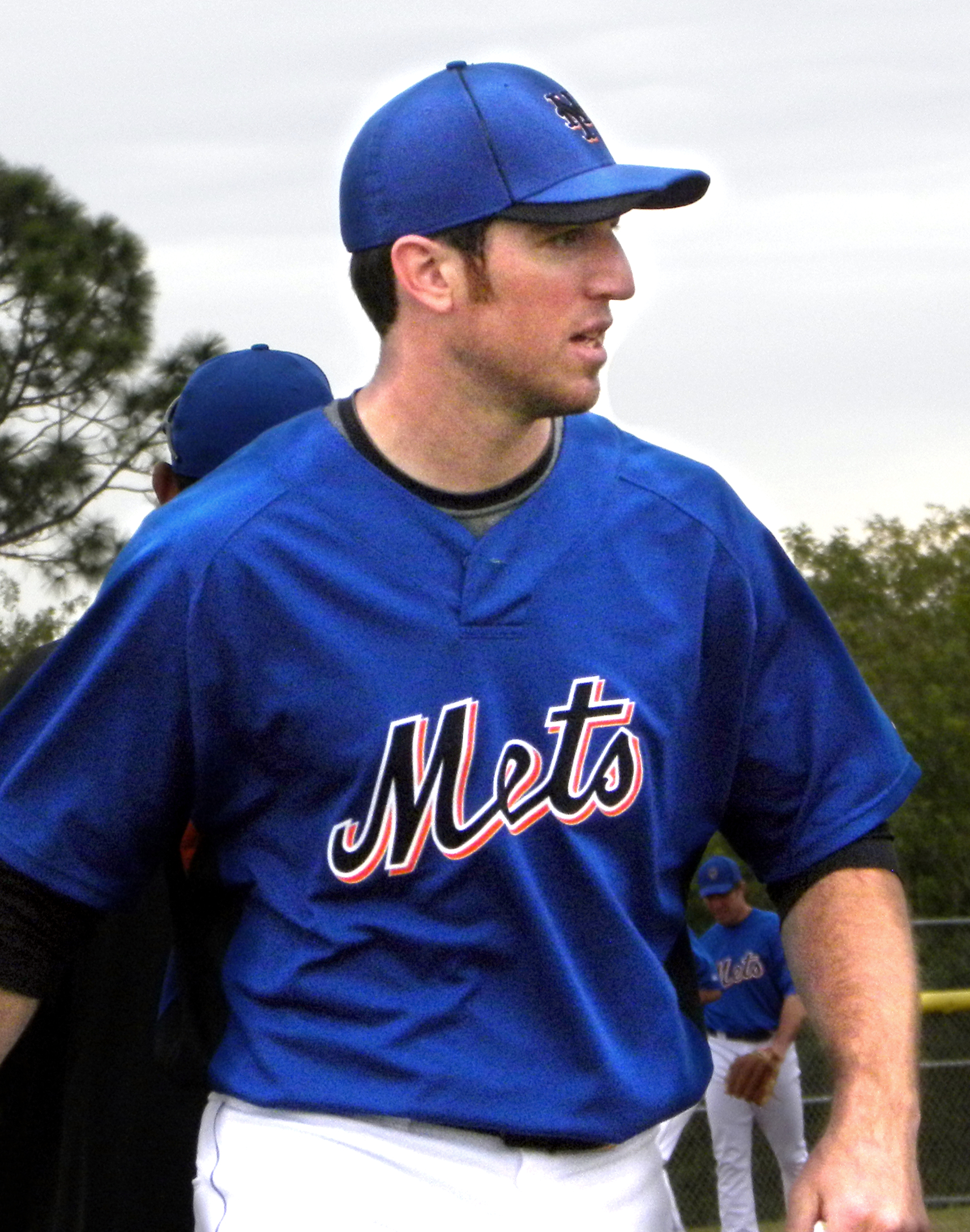

Il 19 aprile 2010 Ike Davis fece il suo debutto nella MLB, al Citi Field di New York City contro i Chicago Cubs, battendo 2 valide su 4 turni alla battuta. Dopo 5 giorni il 23 aprile fece il suo primo fuoricampo della carriera in MLB, mentre il 7 maggio fu la sua prima partita con più di un fuoricampo.
A metà maggio venne spostato al 4º posto nell'ordine di battuta, nel ruolo del cleanup tradizionalmente riservato al giocatore più potente in battuta. L'8 giugno fece il suo primo fuoricampo decisivo, un walk-off home run all'11º inning contro il lanciatore Edward Mujica dei San Diego Padres. Concluse la stagione con una media battuta di .264, .351 in base, 19 fuoricampo, 71 RBI, 73 punti, 3 basi rubate, 1239 eliminazioni di cui 133 doppie, 105 assist e 9 errori da prima base in 147 partite di cui 141 da titolare. Disputò anche 10 partite nella Tripla-A della minor league.
Nella stagione successiva firmò un contratto annuale per 432.000$. Giocò poche partite a causa di un infortunio subito il 10 maggio in uno scontro fortuito con il compagno di squadra David Wright. Quello che inizialmente sembrava essere una slogatura si rivelò successivamente un problema più grave, che mise anticipatamente fine alla stagione di Davis. Finì con .302 alla battuta, .383 in base, 7 fuoricampo, 25 RBI, 20 punti, nessuna base rubata, 286 eliminazioni di cui 22 doppie, 34 assist e un errore da prima base in 36 partite tutte da titolare.
Il 10 marzo 2012 firmò un contratto di un anno per 506.690$ con i Mets, finì con .227 alla battuta, .308 in base, 32 fuoricampo (5º nella National League), 80 RBI, 66 punti, nessuna base rubata, 1156 eliminazioni di cui 106 doppie, 71 assist e 8 errori da prima base in 156 partite di cui 137 da titolare.
Il 19 gennaio 2013 dopo esser diventato eleggibile per l'arbitraggio, firmò un contratto di un anno per 3.125.000 dollari. Il 10 giugno venne assegnato ai Las Vegas 51s nella Minor League per le sue insufficienti prestazioni. Il 5 luglio venne promosso in prima squadra e nello stesso giorno nella partita contro i Milwaukee Brewers fece registrare un'ottima prestazione, con 3 valide su 5 tentativi, 2 RBI e 2 punti. Il 31 agosto nella partita contro i Washington Nationals dovette uscire in anticipo per uno stiramento al muscolo intercostale. Il 9 settembre venne inserito nella lista dei (60 giorni), terminando in anticipo la stagione. Chiuse con .205 alla battuta, .326 in base, 9 fuoricampo, 33 RBI, 37 punti, 4 basi rubate, 805 eliminazioni di cui 62 doppie, 38 assist e 9 errori da prima base in 103 partite di cui 87 da titolare. Il 16 gennaio 2014 firmò in arbitraggio un contratto annuale di 3,5 milioni di dollari. Il 5 aprile nella partita contro i Cincinnati Reds subentrò al 9º inning come pinch hitter realizzando un grand slam decisivo per la vittoria. Il 18 venne scambiato ai Pittsburgh Pirates per avere il lanciatore partente Zack Thornton e un altro giocatore che verrà nominato in seguito. Chiuse con .208 alla battuta, .367 in base, un fuoricampo, 5 RBI, 4 punti, nessuna base rubata, 67 eliminazioni di cui 4 doppie e 3 assist in 7 partite di cui 5 da titolare.

### Pittsburgh Pirates e Oakland Athletics (2014-2015)
Giocò la sua prima partita con i Pirates il 19 aprile 2014 contro i Milwaukee Brewers finendo con .667 alla battuta, .750 in base, 2 valide, 2 punti, una base concessa e uno strikeout in 3 turni alla battuta. Davis was designated for assignment by the Pirates on November 20, 2014. 
On November 23, 2014, the Pirates traded Davis to the Oakland Athletics. On August 21, 2015 it was announced Davis would undergo surgery to repair a torn hip labrum, ending his season.

### Texas Rangers e New York Yankees (2016)
Il 15 febbraio 2016, Davis firmò un contratto di minor league con i Texas Rangers. Il 12 giugno, Davis venne svincolato per perseguire un'oppurtunità di major league. Firmò nello stesso giorno con i New York Yankees, dove riuscì a giocare in MLB. Tuttavia il 10 agosto venne svincolato dalla squadra.

### Los Angeles Dodgers (2017)
Davis firmò un contratto di minor league con i Los Angeles Dodgers il 27 gennaio 2017, divenendo poi free agent a fine stagione.
Il 6 novembre 2018, venne annunciato il ritiro di Davis, dal suo agente tramite un giornalista.

## Nazionale
Nel 2009 fu convocato dalla nazionale statunitense per partecipare al Campionato mondiale di baseball 2009 disputatosi in Italia, vincendo la medaglia d'oro. Inoltre partecipò alle edizioni 2013 e 2017 del World Baseball Classic.

## Premi
- Campionato mondiale di baseball:  Medaglia d'Oro

Team USA: 2009
- Giocatore della settimana della Pacific Coast League (24/06/2013)
- All-Prospect Team dell'Arizona Fall League (2009)
- Rising Star dell'Arizona Fall League (2009).

## Numeri di maglia indossati
- n° 29 con i New York Mets (2010-2014)
- n° 15 con i Pittsburgh Pirates (2014)
- n° 17 con i Oakland Athletics (2015)
- n° 24 con i New York Yankees (2016)